# Cup of Nations 2011
La Cup of Nations del 2011 fue la primera edición del torneo de rugby, también conocida como Emirates Airline Cup Of Nations 2011 por motivos de patrocinio, los 6 partidos se disputaron en el The Sevens Stadium de Dubái.

## Equipos participantes
- Selección de rugby de Brasil (Los Vitória-régia)
- Selección de rugby de Emiratos Árabes Unidos
- Selección de rugby de Hong Kong (Dragones)
- Selección de rugby de Kenia (Simbas)

## Posiciones[5]
| Pos. | Equipo           | Encuentros | Encuentros | Encuentros | Encuentros | Tantos  | Tantos    | Tantos     | Puntos Bonus | Puntos Totales |
| Pos. | Equipo           | jugados    | ganados    | empatados  | perdidos   | a favor | en contra | diferencia | Puntos Bonus | Puntos Totales |
| ---- | ---------------- | ---------- | ---------- | ---------- | ---------- | ------- | --------- | ---------- | ------------ | -------------- |
| 1    | Hong Kong        | 3          | 3          | 0          | 0          | 153     | 34        | + 119      | 3            | 15             |
| 2    | Kenia            | 3          | 2          | 0          | 1          | 99      | 81        | + 18       | 2            | 10             |
| 3    | Brasil           | 3          | 1          | 0          | 2          | 94      | 67        | + 27       | 3            | 7              |
| 4    | E. Árabes Unidos | 3          | 0          | 0          | 3          | 29      | 193       | - 164      | 0            | 0              |

Nota: Se otorgan 4 puntos al equipo que gane un partido y 2 al que empate
Puntos Bonus: 1 punto por convertir 4 tries o más en un partido y 1 al equipo que pierda por no más de 7 tantos de diferencia

## Resultados

### Primera fecha
| 10 de diciembre | Brasil | 25 - 27 | Kenia |  |  |
|                 |        | Reporte |       |  |  |

| 10 de diciembre | Hong Kong | 72 - 14 | Emiratos Árabes Unidos |  |  |
|                 |           | Reporte |                        |  |  |

### Segunda fecha
| 13 de diciembre | Hong Kong | 44 - 17 | Kenia |  |  |
|                 |           | Reporte |       |  |  |

| 13 de diciembre | Emiratos Árabes Unidos | 3 - 66  | Brasil |  |  |
|                 |                        | Reporte |        |  |  |

### Tercera fecha
| 16 de diciembre | Emiratos Árabes Unidos | 12 - 55 | Kenia |  |  |
|                 |                        | Reporte |       |  |  |

| 16 de diciembre | Hong Kong | 37 - 3  | Brasil |  |  |
|                 |           | Reporte |        |  |  |

| Bandera de Hong Kong |
| Campeón Hong Kong    |
| Primer título        |